# Kurt Eigl (Fußballspieler)
Kurt Eigl (* 7. März 1954 in Hockenheim) ist ein ehemaliger deutscher Fußballspieler.

## Karriere
Aus der Jugend des SC 08 Reilingen hervorgegangen, erhielt er 18-jährig beim Bundesligisten Hamburger SV seinen ersten Profivertrag und gab sein Pflichtspieldebüt am 2. August 1972 im ersten Spiel der Vorrundengruppe 2 bei der Premiere des DFB-Ligapokal-Wettbewerbs beim 4:1-Sieg gegen den FC St. Pauli. Am 17. August 1974 debütierte er im Wettbewerb um den DFB-Pokal; im mit 1:3 n. V. verlorenen Finale gegen Eintracht Frankfurt im Düsseldorfer Rheinstadion kam er für Horst Bertl in der 68. Minute zum Einsatz. Am 24. August 1974 (1. Spieltag) krönte er sein erstes Bundesligaspiel beim 3:1-Sieg im Auswärtsspiel gegen Borussia Mönchengladbach sogleich mit seinem ersten Tor, dem Treffer zum Endstand in der 64. Minute. Während seiner Vereinszugehörigkeit gewann er mit seinem Verein 1976 den nationalen und 1977 mit dem Europapokal der Pokalsieger auch einen internationalen Pokal; 20 Tore in 138 Bundesligaspielen erzielte er für die Hamburger.
Zur Saison 1978/1979 wechselte er zum Bundesligaaufsteiger SV Darmstadt 98. Nachdem die Mannschaft am Saisonende in die 2. Bundesliga Süd abgestiegen war, wechselte er zu Bayer 04 Leverkusen, der ebenfalls in der Bundesliga debütierte. In der ersten Saison war er einer der wichtigsten Stammspieler. Nach schweren Verletzungen konnte er jedoch nicht wieder Fuß fassen und verabschiedete sich 1982 aus dem Profifußball.
In der seinerzeit drittklassigen Oberliga Bayern spielte er eine Saison lang für die SpVgg Unterhaching, mit der er am Saisonende die regionale Meisterschaft gewann. Danach bestritt er von 1983 bis 1986 noch 91 Punktspiele für den TSV 1860 München in derselben Spielklasse, in der er 15 Tore erzielte. Von 1986 bis 1988 war er Spielertrainer des VfL Neckarau in der Verbandsliga Baden, mit dem er 1988 in die Oberliga Baden-Württemberg aufstieg.

## Erfolge
- DFB-Pokal-Sieger 1976
- Europapokal der Pokalsieger-Sieger 1977
- Bayerischer Meister 1983
- Verbandsmeister Baden 1988

## Sonstiges
Nach seiner Fußballkarriere war er unter anderem bei Borussia Dortmund als Spielerbeobachter und als Jugendtrainer beim FC Bayern München und 1. FC Nürnberg tätig.

## Anmerkung / Einzelnachweise
1. ↑  ohne Saison 1972/73 und 1973/74
2. ↑  Porträt beim SC Reilingen (Memento vom 12. Februar 2013 im Webarchiv archive.today)
3. ↑  Hansjörg Probst: Neckarau. Band 2: Vom Absolutismus bis zur Gegenwart. Südwestdeutsche Verlagsanstalt, Mannheim 1989, ISBN 3-87804-197-7, S. 420 (Digitalisat).

| Personendaten    | Personendaten            |
| ---------------- | ------------------------ |
| NAME             | Eigl, Kurt               |
| KURZBESCHREIBUNG | deutscher Fußballspieler |
| GEBURTSDATUM     | 7. März 1954             |
| GEBURTSORT       | Hockenheim               |